# Lavazza
Luigi Lavazza, S.p.A. is een Italiaanse koffiebrander. Het bedrijf is gevestigd in Turijn. Lavazza is opgericht door Luigi Lavazza (1859–1949), die als detailhandelaar koffie ging branden en verkopen. Tegenwoordig is Lavazza voornamelijk bekend als leverancier van espresso-koffie. Het bedrijf is marktleider in Italië en exporteert wereldwijd.
Lavazza S.p.A. is nog altijd een familiebedrijf; tegenwoordig wordt het bedrijf geleid door de vierde generatie van de familie. In de laatste jaren heeft Lavazza ook eigen koffiehuizen geopend in de grote Italiaanse steden en langs de snelwegen. Het bedrijf heeft ongeveer 2000 medewerkers en haalde in 2014 een omzet van 1,34 miljard euro.